# Родина слышит (альбом)
«Родина слышит» — четвёртый студийный альбом музыкального проекта «Коммунизм». Был записан в марте 1989 года тремя музыкантами — Константином Рябиновым, Егором Летовым и Олегом Судаковым, который не принимал участия в предыдущем альбоме. 

Музыканты выступили в альбоме только в роли вокалистов: все вокальные партии были наложены на инструментальные фонограммы P.I.L., Ramones, Buzzcocks, Оркестры Ф. Гойя, Поля Мориа и пр. Тексты песен были взяты из советских сборников поэзии. Также были использованы фонограммы: речь Ленина «Что такое советская власть?», песенка Винни Пуха, весёлые уроки радионяни, фрагменты из фильма «Ленин в Октябре» и оригинальная песня «Усы» в исполнении Льва Барашкова, что приближает данную работу к жанру конкретной и экспериментальной музыки.
Альбом был отреставрирован и пересведён в 2005, но официально был выпущен только в 2013 году лейблом «Выргород».

## Список композиций
Некоторые звуковые дорожки представляют собой наложение чужих голосов из радиозаписей и интервью на различные фонограммы. Также на подобные фонограммы были наложены голоса участников группы.
Издание «Выргород» (2013)
| №   | Название                                             | Текст песни                                                                             | Музыка                                                                                               | Длительность |
| --- | ---------------------------------------------------- | --------------------------------------------------------------------------------------- | --- | ------------ |
| 1.  | «Конкретная музыка №1 — Революция свершилась!»       | «Выступления В. И. Ленина» (из кинофильма «Ленин в Октябре», озвучивает актёр Б. Щукин) | А. Берчанский                                                                                        | 0:34         |
| 2.  | «Мальчик-фашист» (поёт К. Рябинов)                   | Т. Золотухина                                                                           | М. Фюген (использована композиция «Таким, каким ты станешь завтра» в исполнении Оркестра Поля Мориа) | 2:48         |
| 3.  | «Конкретная музыка №2 — А вы знаете?»                | фрагмент записи театрализованной передачи «Радионяня»                                   | - | 0:13         |
| 4.  | «Как принять гостя по-монгольски» (поёт Е. Летов)    | Л. Ошанин                                                                               | A. Colompar (использован трек «Nunta» в исполнении Cvintetul instrumental Radu Ghizasan)             | 3:10         |
| 5.  | «Родина слышит» (поют О. Судаков, Е. Летов)          | Е. Долматовский                                                                         | Д. Шостакович                                                                                        | 2:35         |
| 6.  | «Хозяин слова»                                       | автор неизвестен                                                                        | А. Макович                                                                                           | 3:02         |
| 7.  | «Кто в России не бывал...» (поёт Е. Летов)           | И.Казаков                                                                               | Джонни Рамон (Ramones) (использован трек «Durango 95»)                                               | 0:59         |
| 8.  | «Конкретная музыка №3 — Что такое Советская власть?» | В. И. Ленин                                                                             | М. Вайнберг                                                                                          | 0:33         |
| 9.  | «Хочу в Тюмень» (поёт О. Судаков)                    | Л. Ошанин                                                                               | UB40 (использован трек «Signing Off»)                                                                | 3:22         |
| 10. | «Пушка не виновата»                                  | Чжан Ши-Се                                                                              | А. Островский (использован вокализ «Я очень рад, ведь я наконец возвращаюсь домой»)                  | 2:59         |
| 11. | «Клопы»                                              | Е. Евтушенко                                                                            | Public Image Ltd.                                                                                    | 1:03         |
| 12. | «Если б богом я был» (поёт Е. Летов)                 | В. Фёдоров                                                                              | Стив Гарви (Buzzcocks) (использован трек «Walking Distance»)                                         | 2:04         |
| 13. | «Сон инженера ЖЭУ-5»                                 | автор неизвестен                                                                        | - | 0:14         |
| 14. | «Конкретная музыка №4 — Усы» (поёт Л. Барашков)      | Л. Дербенёв                                                                             | С. Дистель                                                                                           | 3:34         |
| 15. | «Там, у той реки» (поёт К. Рябинов)                  | В. Салтан                                                                               | Д. Шостакович                                                                                        | 0:45         |
| 16. | «Молодёжная» (поют Е. Летов, К. Рябинов, О. Судаков) | В. Лебедев-Кумач                                                                        | И. Дунаевский                                                                                        | 1:44         |
| 17. | «Ничего не вижу» (поёт О. Судаков)                   | Л. Ошанин                                                                               | Э. Лекуона                                                                                           | 2:37         |
| 18. | «Трактор» (поют Е. Летов, К. Рябинов, О. Судаков)    | Н. Байвердян                                                                            | Killing Joke                                                                                         | 3:47         |
| 19. | «Карабин»                                            | Э. Буркерт                                                                              | F. Rodriguez                                                                                         | 1:40         |
| 20. | «Солнечная Грузия» (поёт К. Рябинов)                 | народн.                                                                                 | Sha Na Na — «Wild Weekend Weekend»                                                                   | 2:27         |

- Всё записано 20—21 марта 1989 года в ГрОб-студии в Омске, кроме:
  - № 20 — 26 марта 1989 года.

## Состав
- Егор Летов — вокал, музыка, ударные («Молодёжная»)
- Кузя УО — вокал, музыка
- Олег Манагер — вокал, автор идей для альбома
- Игорь Жевтун — подпевки («Молодёжная») (не указан на переиздании)

## Реакция музыкантов
Егор Летов высказался в одном из интервью, что считает альбом «Родина слышит» самым неудачным за всю историю проекта «Коммунизм».
Концепция альбома была придумана Манагером, которому не понравился предыдущий альбом «Веселящий газ», после которого Манагер попытался вернуть «Коммунизм» к истокам, то есть к использованию заимствованного музыкального и текстового материала, а не к использованию собственного творчества. Результатом этого стал альбом «Родина слышит». Манагер посчитал, что это был последний «классический» альбом проекта, после которого начался «Коммунизм» без Манагера.
Тем не менее, два номера из данного альбома — «Хочу в Тюмень» и «Солнечная Грузия» были включены в концертную программу группы «Коммунизм», собравшейся в 2010 году для концертных выступлений. Трек «Солнечная Грузия» был исполнен электро-панк-группой «Сугробы» в 2012 году.